# امبوریالا
امبوریالا (به لاتین: Amboriala) یک سکونتگاه مسکونی در ماداگاسکار است که در ساوا (ماداگاسکار) واقع شده‌است.

## خصوصیات
امبوریالا ۷٬۰۰۰ نفر جمعیت دارد و ۶۹۶ متر بالاتر از سطح دریا واقع شده‌است.